# Victor Occellier
Victor Occellier (6 janvier 1865 à Marseille - 3 décembre 1916 à Québec) est un artiste lyrique (baryton) qui a fait carrière au Canada et aux États-Unis.

## Biographie
Victor Occellier naît à Marseille le 6 janvier 1865.
Occellier étudie en France et y commence sa carrière de chanteur d'opéra.  En tournée avec la troupe Durieu-Nicosias, alors qu'il tient le rôle de Guillaume Tell dans l'opéra de Rossini, il arrive au Canada en 1899, visitant Montréal et Québec.
Après la dissolution de la troupe à Cuba, Occellier se rend à New York et  fait ses débuts en 1900 au Metropolitan Opera dans le rôle de Valentin dans le Faust de Gounod. À la fin de la saison, il déménage à Montréal où, de 1900 à 1906, il interprète des ballades et des chansons d'opérette au parc Sohmer.
En 1906, il fait ses adieux à la scène de l'opéra en jouant dans Rigoletto de Verdi au Monument-National. Il s'établit ensuite à Québec pour se consacrer à l'enseignement. Une de ses élèves était Adrienne Roy-Vilandré. 
Occellier enregistre cinq pièces pour la Berliner Gramophone Company (dont Ô Canada, mon pays, mes amours et L'Aquillon) et un enregistrement avec Columbia Records.

Occellier se marie le 12 septembre 1903 à Montréal avec Ida Van Assche.
Occellier meurt le 3 décembre 1916 à Québec.

## Hommages
- Une plaque "Ici vécut" de la ville de Québec est présente au 1065 rue Saint-Jean, en son honneur, pour indiquer son ancien lieu de résidence.

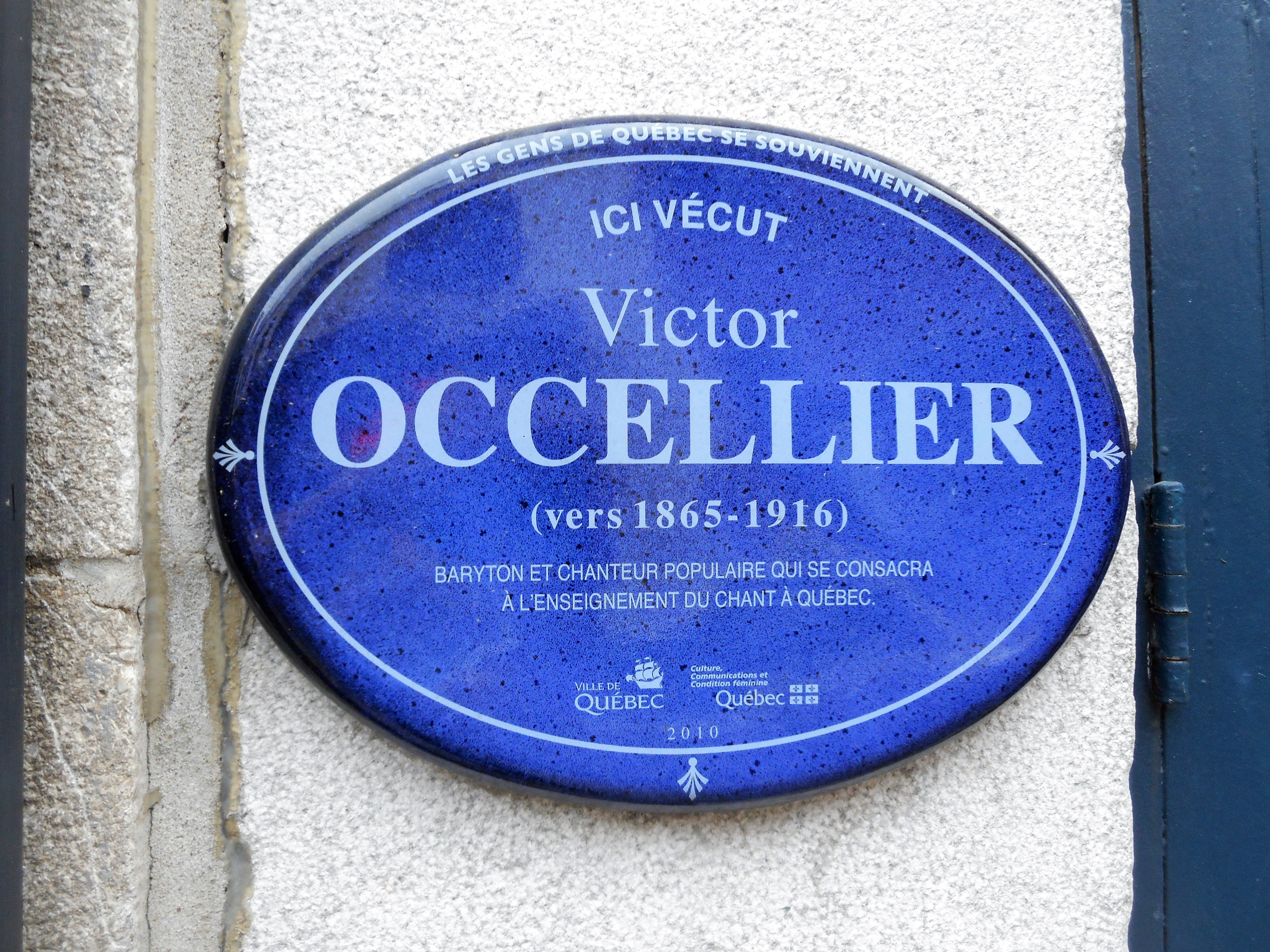
Épigraphe au 1065, rue Saint-Jean à Québec
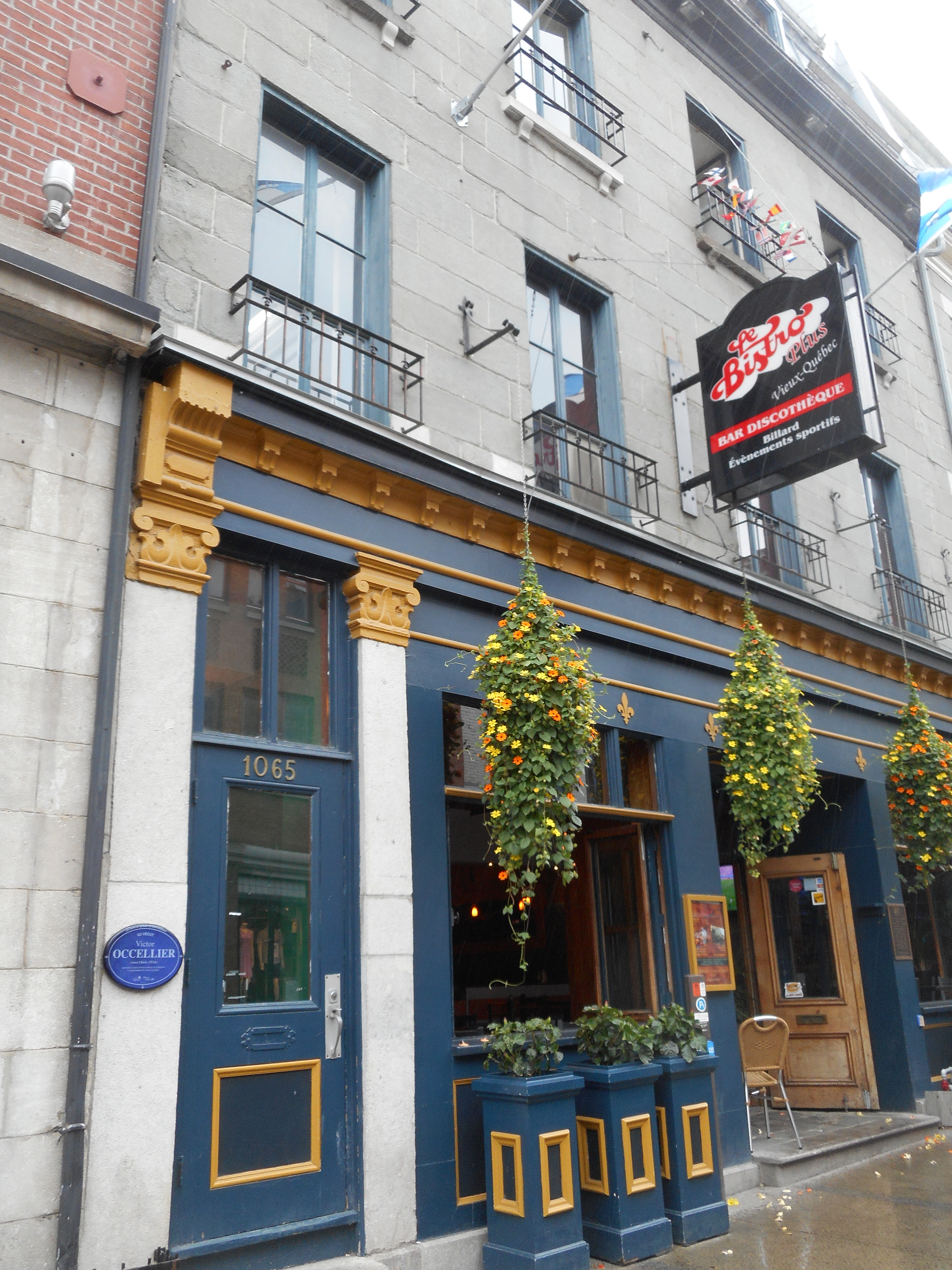
Ici vécut Victor O.